# Bremen Hauptbahnhof
Bremen Hauptbahnhof ist der wichtigste Bahnhof in der Stadtgemeinde Bremen, im Zwei-Städte-Staat Freie Hansestadt Bremen und in der Metropolregion Nordwest. Er befindet sich nordöstlich der Innenstadt in der Bahnhofsvorstadt. Er steht mit täglich insgesamt rund 147.000 Reisenden und Besuchern auf Platz 11 der meistfrequentierten Fernbahnhöfe der Deutschen Bahn. Der Bremer Hauptbahnhof gehört zu den 87 Bahnhöfen (Stand 2024) der Preisklasse 2 von DB Station&Service und wurde im August 2012 von der Allianz pro Schiene als Großstadtbahnhof des Jahres ausgezeichnet.
Das von 1885 bis 1889 errichtete Gebäude am Bremer Bahnhofsplatz entwarf der Architekt Hubert Stier im Stil der Neorenaissance. Der Hauptbahnhof Bremen ist Knotenpunkt sowohl für Verbindungen des Regional- bzw. Nahverkehrs als auch des Fernverkehrs. Hier halten ICE-, Intercity- und EuroCity-Züge, aber auch die Regio-S-Bahn.
Auf neun Gleisen verkehren pro Tag im Durchschnitt 80 Fern- und 450 Nahverkehrszüge. Vor dem Bahnhof befinden sich Haltestellen von Stadtbussen und Straßenbahnen der BSAG sowie anderer Anbieter. Oberhalb des Reisezentrums in der Nähe des Haupteinganges gibt es im ersten Stockwerk eine DB Lounge für Vielfahrer und Reisende der 1. Klasse.
Das Gebäude steht seit 1973 unter Denkmalschutz.

## Geschichte

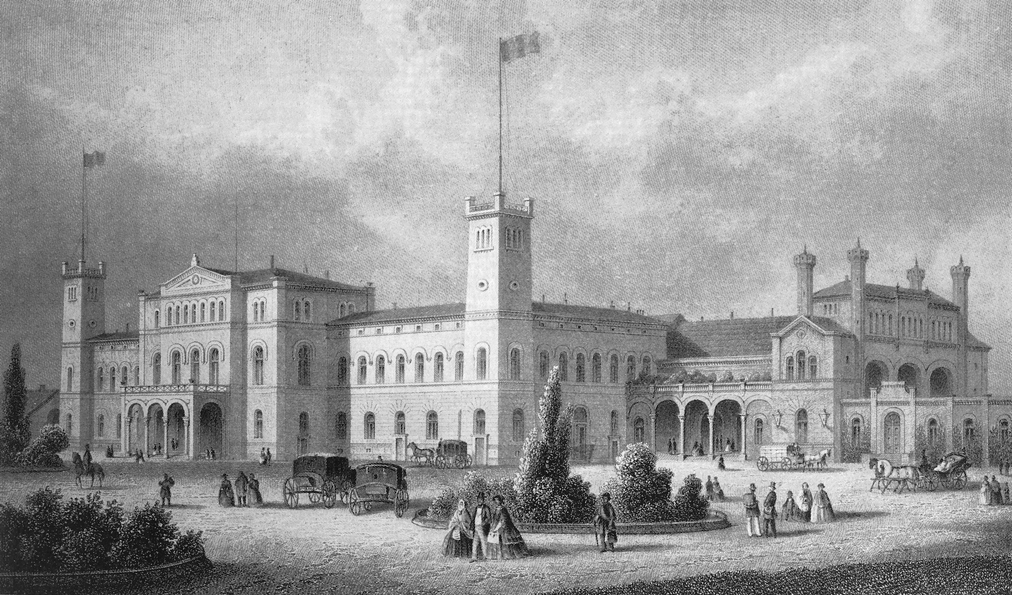
Hannoverscher Bahnhof 1847

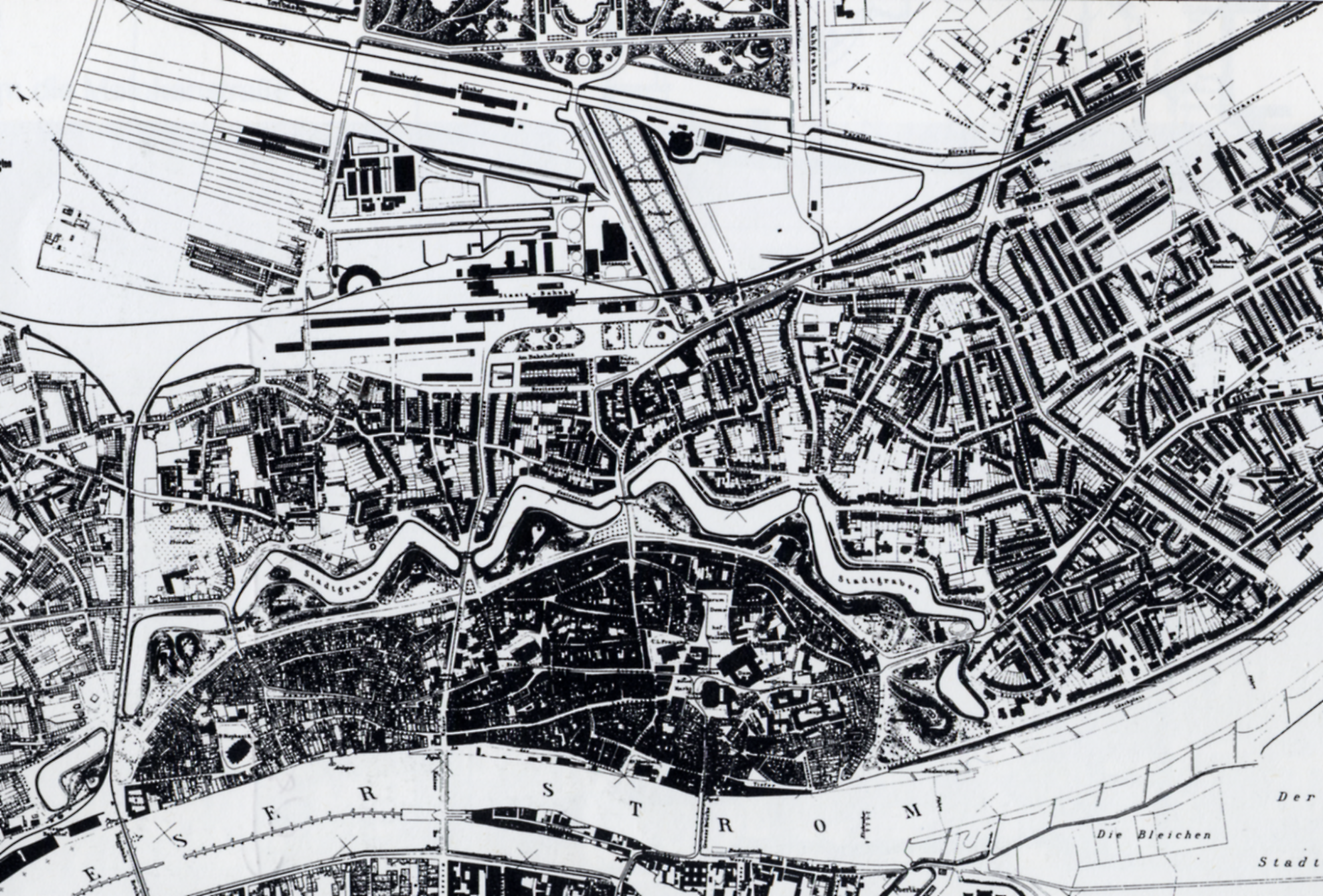
Bremen 1884,
von oben (NO) nach unten:
Bürgerpark, Hamburger Bahnhof, Staatsbahnhof

| schwarz:        | Königlich Hannöversche Staatseisenbahnen |
| blau:           | Oldenburger Bahn                         |
| rot:            | Hamburg-Venloer Bahn                     |
| grün:           | Neubauten ab 1880                        |
| gestrichelt:    | abgebaut                                 |
| schwarzer Ring: | Staatsbahnhof/Hauptbahnhof               |
| roter Ring:     | abgebauter Hamburger Bahnhof             |

### Staatsbahnhof / Hannoverscher Bahnhof
Der erste Bahnhof Bremens wurde bereits 1847 mit Eröffnung der Bahnstrecke von Wunstorf durch die Hannöversche Staatseisenbahn direkt westlich des heutigen Hauptbahnhofes erbaut. Der Bau mit einem klassizistischen Mittelteil und zwei Seitentürmen basierte auf Plänen von Alexander Schröder. Von hier ausgehend wurden in den folgenden Jahren die Bahnstrecke Bremen–Bremerhaven, die Bahnstrecke Oldenburg–Bremen und die Bremer Staatsbahn nach Uelzen (spätere „Amerikalinie“) eröffnet. 1885 wurde der Hannoversche Bahnhof abgerissen.

### Hamburger Bahnhof
Als die Köln-Mindener Eisenbahn-Gesellschaft (CME) im Mai 1873 beim Bau der Hamburg-Venloer Bahn Bremen erreicht hatte, war der alte Staatsbahnhof bereits reichlich ausgelastet und wurde nur provisorisch mitbenutzt. Am 16. August 1873 eröffnete die CME dann unmittelbar nördlich an der Stelle der heutigen Stadthalle ihren „Hamburger Bahnhof“, auch „Venloer Bahnhof“ oder „Parkbahnhof“ genannt, da er direkt an den Bürgerpark grenzte.
Zum Zeitpunkt des Baus der Hamburg–Venloer Bahn war die Freie Hansestadt Bremen (ebenso wie Hamburg) noch nicht Mitglied im Deutschen Zollverein, diesem trat sie erst 1888 bei. Um Waren aus dem rheinisch-westfälischen Industriegebiet ohne Verlassen des deutschen Zollgebietes bis nach Harburg befördern zu können, wurde daher eine vertragsgemäß nur dem Güterverkehr dienende Strecke geradlinig östlich an Bremen vorbeigeführt, während westlich des Hamburger Bahnhofs die Strecke in einen Bogen von annähernd 180° um den Bürgerpark herum weitergebaut wurde, von wo sie noch heute geradewegs nach Ottersberg führt.

### Hauptbahnhof / Centralbahnhof

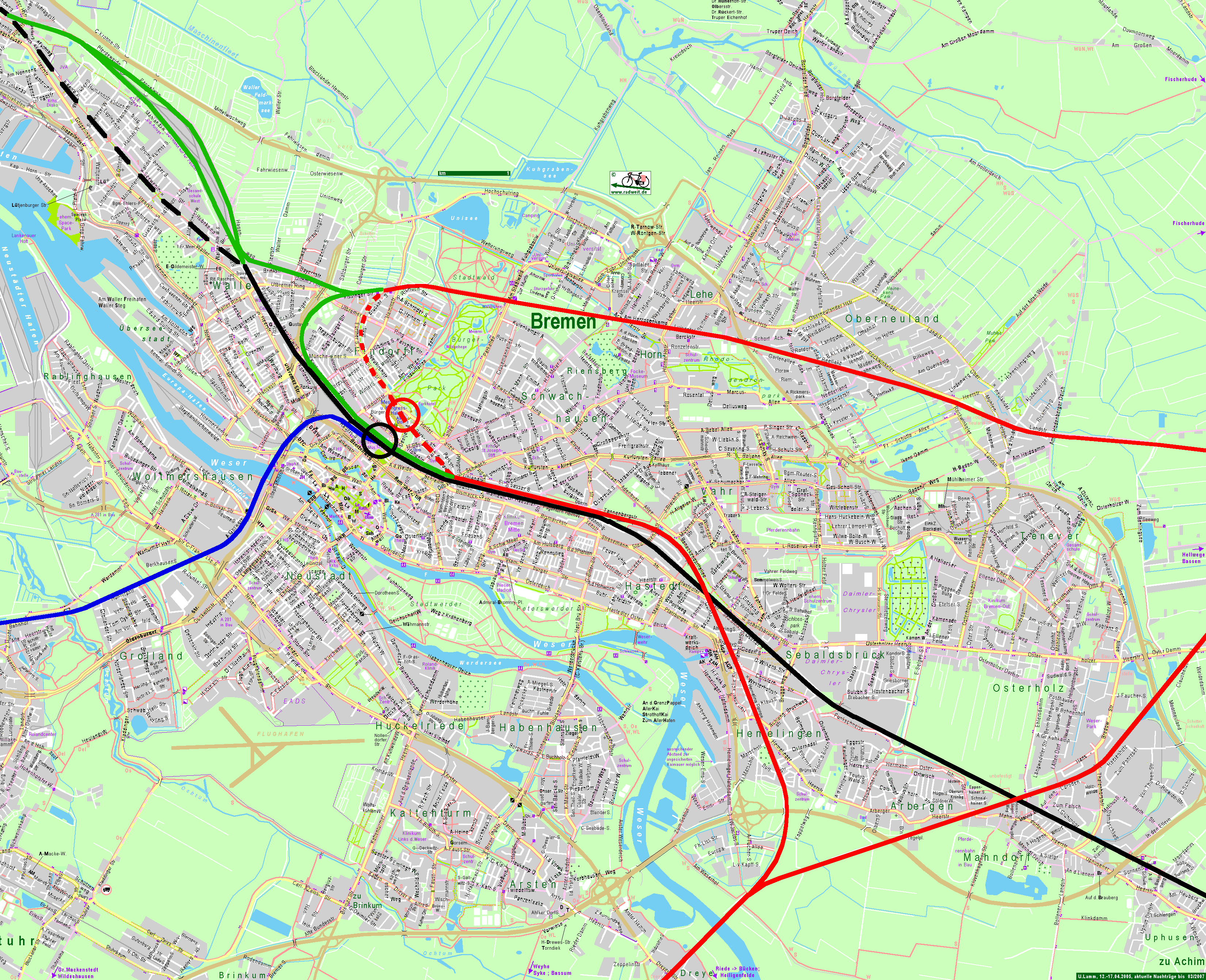
Entwicklung der Eisenbahnen in Bremen
(eingetragen in einen Stadtplan des 21. Jh.)

In den 1870er Jahren war geplant, einen Hauptbahnhof als Keilbahnhof im Bereich der heutigen Straße Am Barkhof zu errichten, wo die Hamburg–Venloer Bahn von der Hannöverschen Staatseisenbahn abzweigte. Durch den Gründerkrach 1873 verzögerte sich jedoch die Umsetzung dieser Pläne. Nach 1880 entschloss man sich dann, den gemeinsamen Hauptbahnhof gleich östlich des bisherigen Hannoverschen Bahnhofs zu errichten. Während der Bauarbeiten 1885 bis 1889 wurde der gesamte Bahnverkehr vom Hamburger Bahnhof abgewickelt. Zugleich wurde das gegenüber dem Bahnhof 1877 errichtete Bad ab 1887 mit einem Damenbad versehen. Dabei wurde ein Münzschatz entdeckt, der aus etwa 1300 Münzen des 14. Jahrhunderts bestand. Der Hauptbahnhof erhielt ein Fürstenzimmer. Dieses lag in der Ecke des südöstlichen Flügels des Empfangsgebäudes im ersten Stock. Von der Straßenebene führte dorthin eine monumentale Innentreppe.
Mit dem neuen Bahnhof wurde auch ein neuer Bogen zur Bahnstrecke nach Hamburg angelegt. Der neue Bremer „Centralbahnhof“ wurde am 15. Oktober 1889 eröffnet. Der Hamburger Bahnhof wurde danach abgebrochen, Teile des Bahnhofsgeländes und die alte Trasse wurden von 1900 bis 1954 von der Kleinbahn Bremen–Tarmstedt benutzt.
1907 wurde der Gleisbereich des Hauptbahnhofs erweitert.

## Gleise und Bahnhofshalle

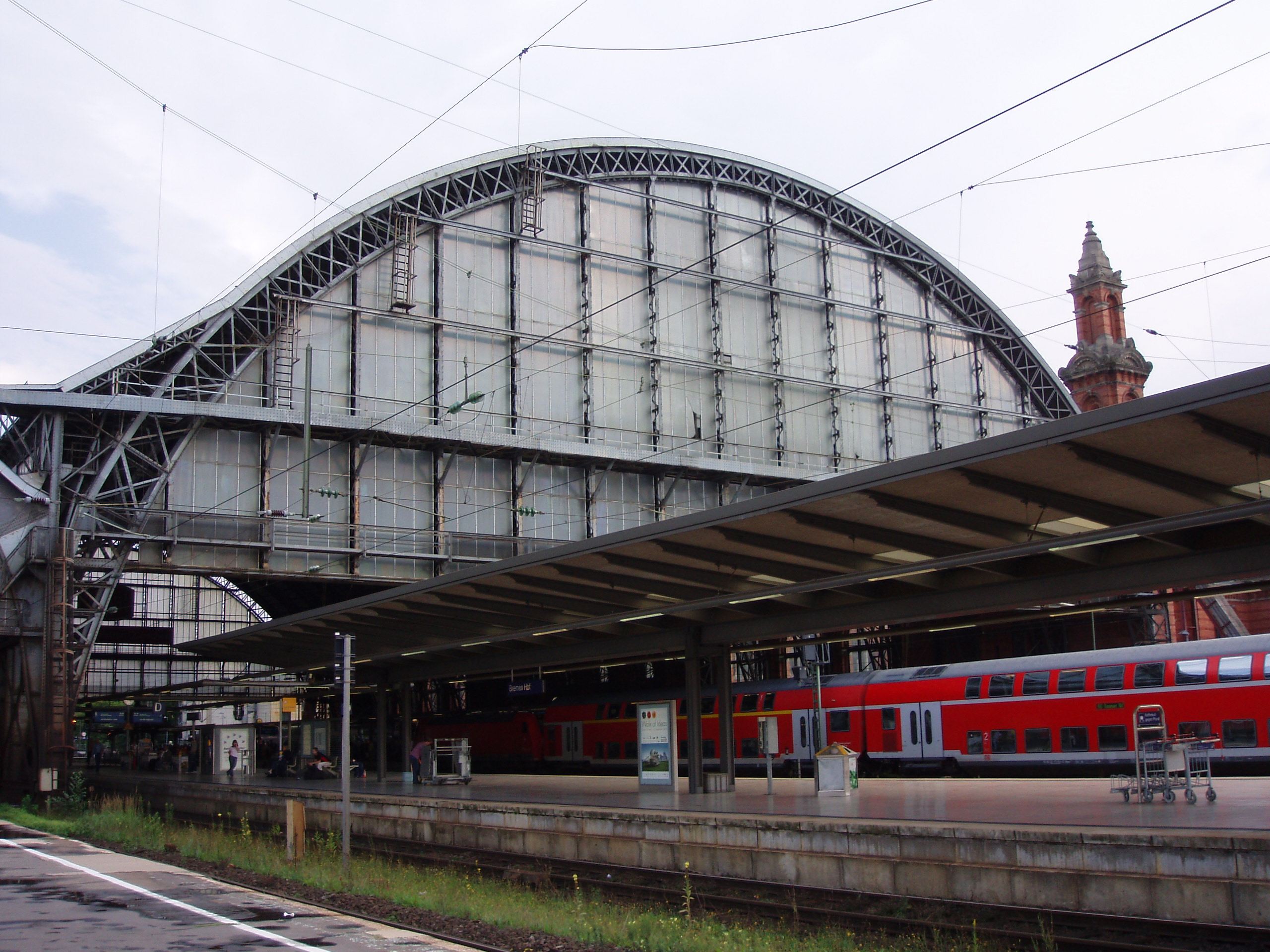
Blick vom nördlichsten Bahnsteig auf die Westeinfahrt der Gleishalle und einen Eckturm des Empfangsgebäudes

Der Bremer Hauptbahnhof ist als Durchgangsbahnhof in Nordwest-Südost-Richtung angelegt und besitzt neun Bahnsteiggleise, von denen sich sieben innerhalb der Bahnhofshalle befinden. Außerdem führen zwei Durchfahrtsgleise für den Güterverkehr durch die Halle.
Das Hallendach war bis 1966 mit Glas gedeckt und hatte angeblich als einziges seiner Art in Deutschland den Zweiten Weltkrieg leidlich überstanden. Wegen der Verrußung und der Bruchgefahr ersetzte man das Oberlicht damals durch eine Holzverschalung mit Dachpappe.
Ein sechsgleisiger Bahnkörper verlässt den Bahnhof in südöstlicher Richtung mit den beiden Strecken nach Osnabrück/Münster und Wunstorf/Hannover. Etwa 3 km östlich teilt sich die Trasse in Bremen-Hastedt, wobei die Osnabrücker Strecke zunächst nördlich verläuft, bevor sie in einem Bogen Richtung Süden die Strecke nach Wunstorf/Hannover überquert. Im Bogeninneren liegt die so genannte „Hastedter Linse“, ein Gewerbegebiet. Die „Amerikalinie“ in Richtung Berlin (über Uelzen, Stendal und Rathenow) zweigt erst in Langwedel von der Strecke nach Wunstorf/Hannover ab.
Mit dem Bau und späteren Erweiterung des Hauptbahnhofs wurde die Gleisverteilung im Bereich der Hastedter Linse allerdings bezüglich des Güterverkehrs geändert.
Im Nordwesten des Hauptbahnhofs biegt die Oldenburger Bahn zur untersten Weserbrücke vor dem Nordwestende der hinteren drei Bahnsteige ab, so dass diese Strecke nur von den ersten drei Bahnsteiggleisen und den Durchfahrtsgleisen zu erreichen ist. Personenzüge, die nordwestlich in Richtung Oldenburg weiterfahren sollen oder aus Richtung Oldenburg kommen, fahren darum südöstlich des Bahnhofs auf den Gütergleisen, von denen dann die südlichen drei Bahnsteiggleise abzweigen.
Für die bereits in den 1870er Jahren errichtete Verbindung Ruhrgebiet–Hamburg, die „Rollbahn“ von Wanne-Eickel über Münster, Osnabrück und Bremen nach Hamburg Venloer Bahnhof wurde beim Bau des Bremer Hauptbahnhofes etwa einen Kilometer westlich der früheren, an den alten Hamburger Bahnhof anschließenden Gleisführung, eine neue Rechtskurve angelegt. Richtung Nordwest führt am ehemaligen Rangierbahnhof Gröpelingen vorbei die „Geestebahn“ nach Bremerhaven. Für die Ein- und Ausfädelung des Güterverkehrs sind die Abzweigungen außerhalb des Bahnhofsbereiches zu Gleisdreiecken ergänzt (Richtung Hamburg über Rotenburg (Wümme), nach Oldenburg, vor der Weserbrücke in Bremen, hinter der Weserbrücke Dreye und nördlich der Nord-Süd-Durchfahrt in Walle). Von der Strecke nach Bremerhaven zweigt in Bremen-Burg die Bahnstrecke Bremen-Burg–Bremen-Vegesack ab.
Der Bahnhof und die Durchfahrten sind seit 1964 elektrifiziert.
Zwischen dem 4. und 14. September 1999 wurde ein neues elektronisches Stellwerk (ESTW) in Betrieb genommen. Die aus der Betriebszentrale Hannover von bis zu fünf Mitarbeitern je Schicht ferngesteuerte Anlage ersetzt 14 ältere Stellwerke im Umkreis von sieben Kilometern des Hauptbahnhofs. 320 Signale und 175 Weichenantriebe wurden in die Anlage eingebunden.

### Güterverkehr
Der zentrale Teil der die Gleise überspannenden Haupthalle wird durch die Durchfahrtsgleise 4 und 44 für den Güterverkehr belegt. Deren Zusammenführung mit den Streckenführungen von und nach Bremerhaven, Hannover, Osnabrück und Oldenburg wird der erwarteten Steigerung des Güterverkehrs von und nach Bremerhaven und dem JadeWeserPort in Wilhelmshaven künftig nicht mehr genügen.
Das Gütergleis für Züge aus Richtung Hannover zweigt vor der Überführung der Strecke von und nach Osnabrück nach Süden ab, verläuft im Bereich der Hastedter Linse nördlich der Osnabrücker Strecke und nimmt von dieser in einer Überleitung auch den Güterverkehr auf. Dann unterquert es alle vier Personengleise und erreicht südlich neben ihnen die Bahnhofshalle. Das südlichste vom Bahnhof nach Südosten führende Fahrgleis ist das Gütergleis in Richtung Osnabrück. Es gibt zwischendurch mittels einer Überleitung den Güterverkehr (samt dem aus Delmenhorst/Oldenburg kommenden Personenverkehr) auf die nach Hannover führende Strecke ab und biegt dann neben der Überführung der nach Osnabrück führende Strecke ab, um in diese einzumünden (Siehe  Bahnstrecke Wanne-Eickel–Hamburg).
Zur Verbesserung des durchfahrenden und die Weser querenden Güterverkehrs in Richtung Delmenhorst/Oldenburg/Wilhelmshaven sowie zum Güterverkehrszentrum Bremen am Neustädter Hafen wurde eine Neuordnung der Gleisbelegung für die Bahnhofsdurchfahrt und die nordwestliche Ausfahrt gebaut. Für die Gleise 4 und 44 wird so Linksverkehr ermöglicht. Die Verbindung zwischen dem Bahnhof und der neben der Stephanibrücke liegenden Eisenbahnbrücke über die Weser, die so genannte „Oldenburger Kurve“, wird auf insgesamt drei Gleise ausgebaut, indem Gleis 4 des Hauptbahnhofs über ungenutzte Flächen des ehemaligen Güterbahnhofs bis an die Brücke verlängert wird und zusätzliche Weichenverbindungen der Gleise 1 bis 44 geschaffen werden.

### Güterumschlag

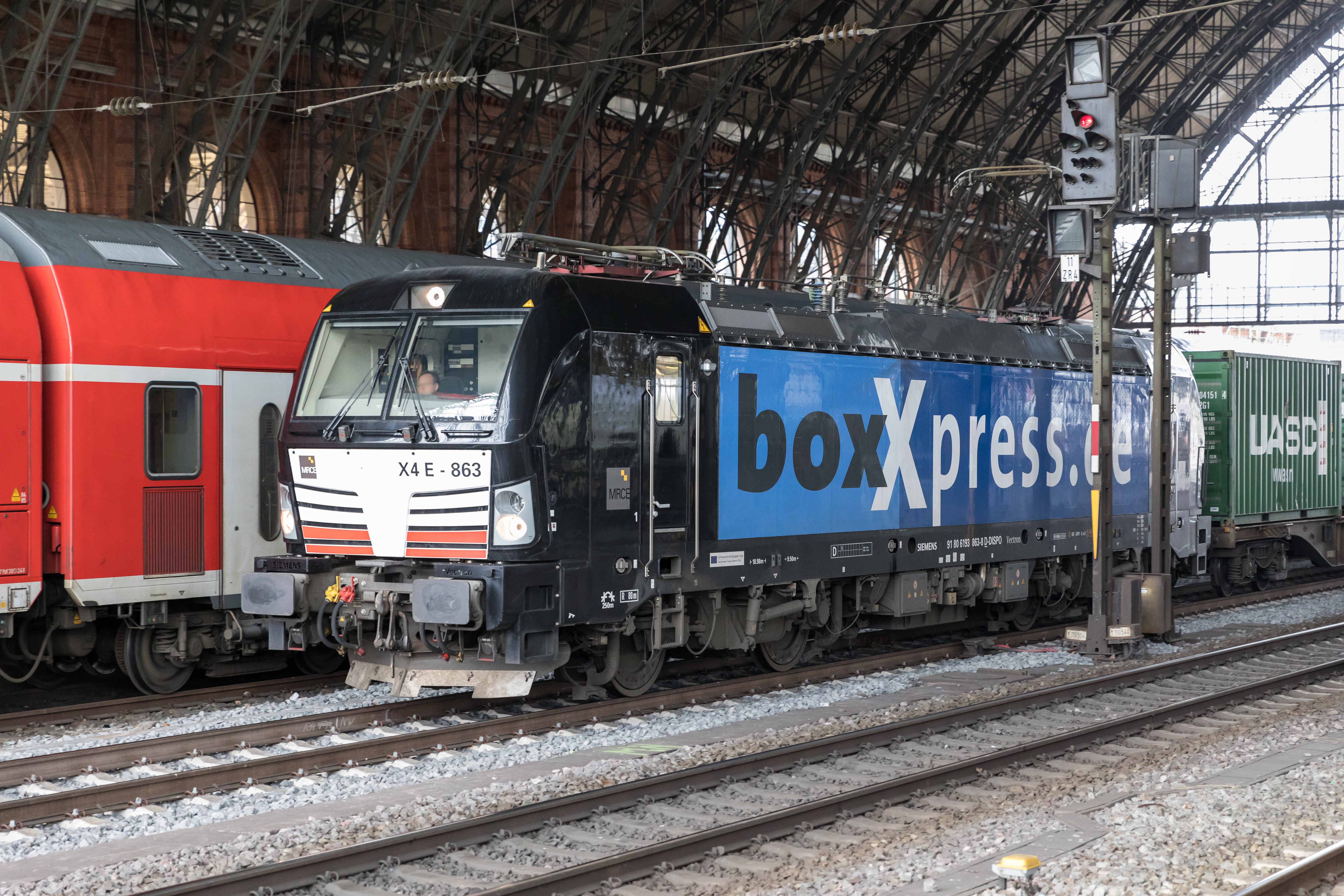
Durchfahrt eines Güterzuges auf Gleis 4

Die westlichen Nachbargebäude der Expressgut-Abfertigung wurden administrativen Zwecken gewidmet. Der westlich unmittelbar angrenzende Güterbahnhof wurde geschlossen. Der zwischen dem Personenbahnhof Walle und dem Bahnhof Oslebshausen sich über drei Kilometer erstreckende Rangierbahnhof Gröpelingen wurde am 12. Juni 2005 ebenfalls stillgelegt. Sämtliche kleinteiligen Verkehre werden heute über das GVZ Bremen im Ortsteil Strom und über die lokalen Standorte verschiedener bundesweit operierender Speditionen geführt. Die Gleise des Rangierbahnhofs blieben erhalten und werden zum Abstellen von Autozügen vom und zum Verladehafen Bremerhaven genutzt.

### Postumschlag

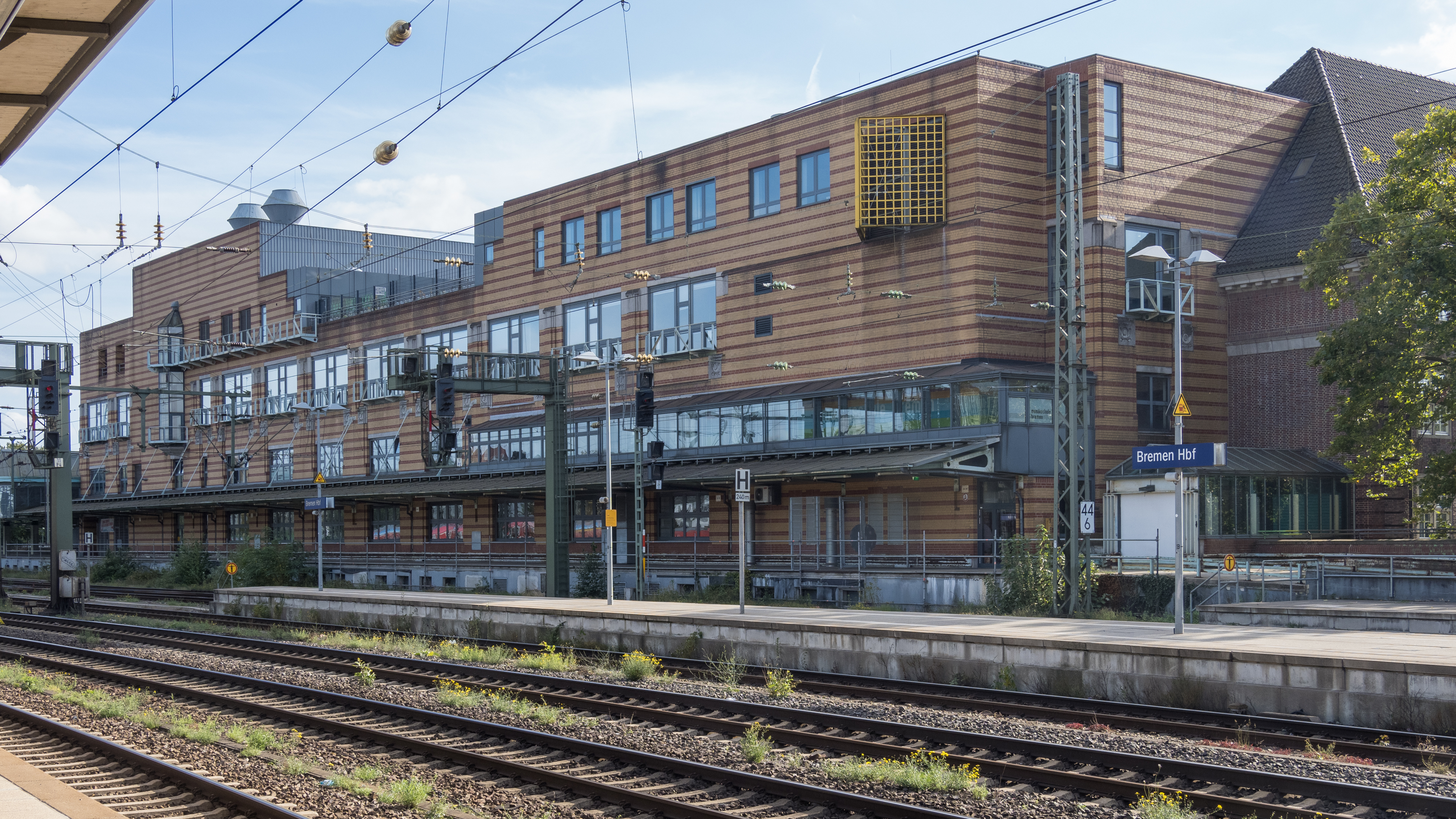
Ehem. Post- und Paketzentrum

Unmittelbar östlich an den Personenbahnhof anschließend benutzte die Bundespost ein Ladegleis mit Rampe am Postgebäude sowie vier weitere Gleise, die in eine Halle führen. Diese Anlage und das Postgebäude mit dem Briefverteilzentrum waren vollständig erneuert, als die Post aus dem Bahntransport ausstieg. Die Paketverteilung wurde mehrfach verlegt, zunächst innerhalb der Kernzone (Stresemannstraße) und anschließend zum Stadtrand, zunächst ins Güterverkehrszentrum im Niedervieland (heute Verteilzentrum für Tchibo), dann ins Gewerbegebiet Hansalinie. Die Sortierung der Briefpost erfolgt heute am Bremer Flughafen.

## Empfangsgebäude und Tunnel

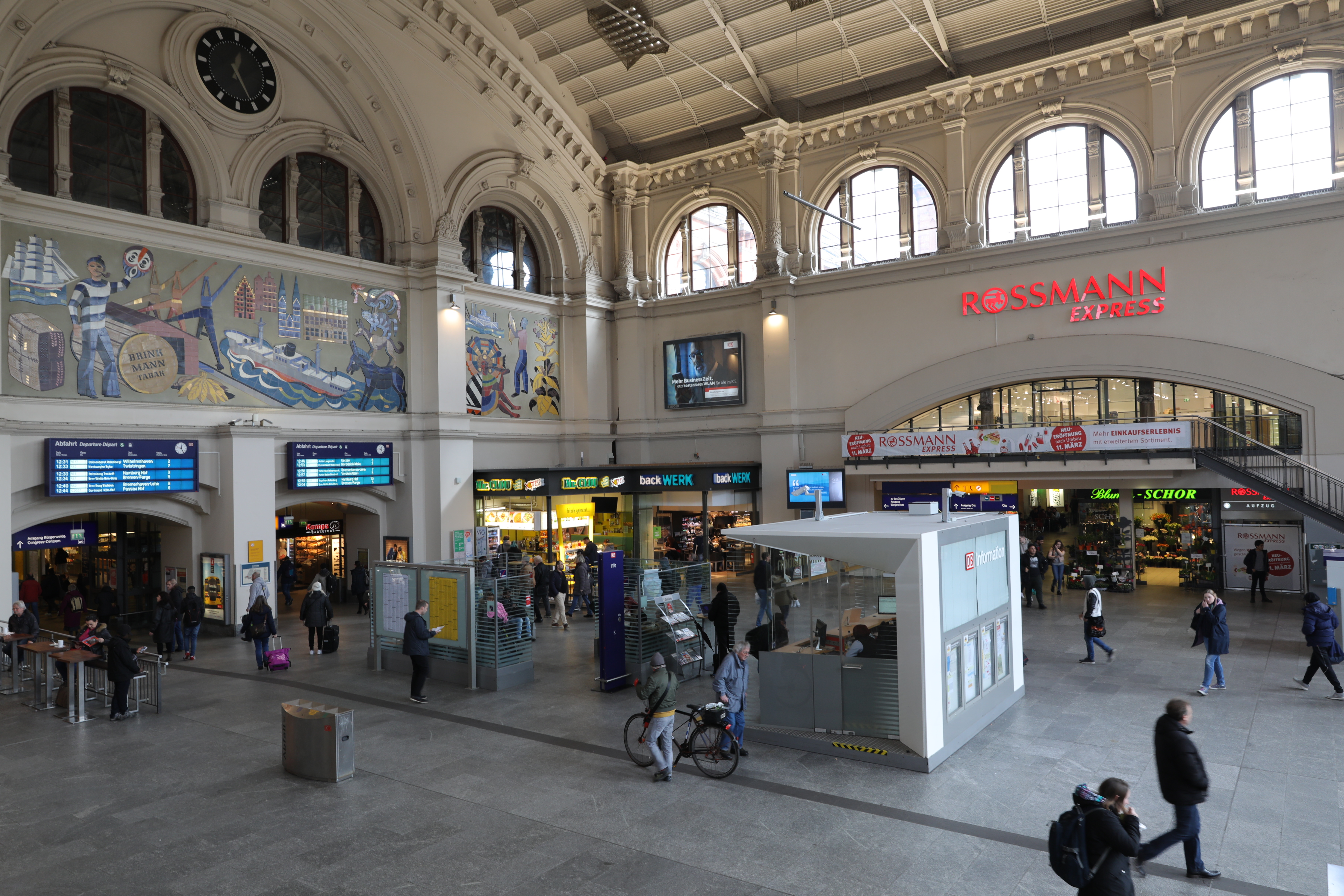
Empfangshalle des Bremer Hauptbahnhofes

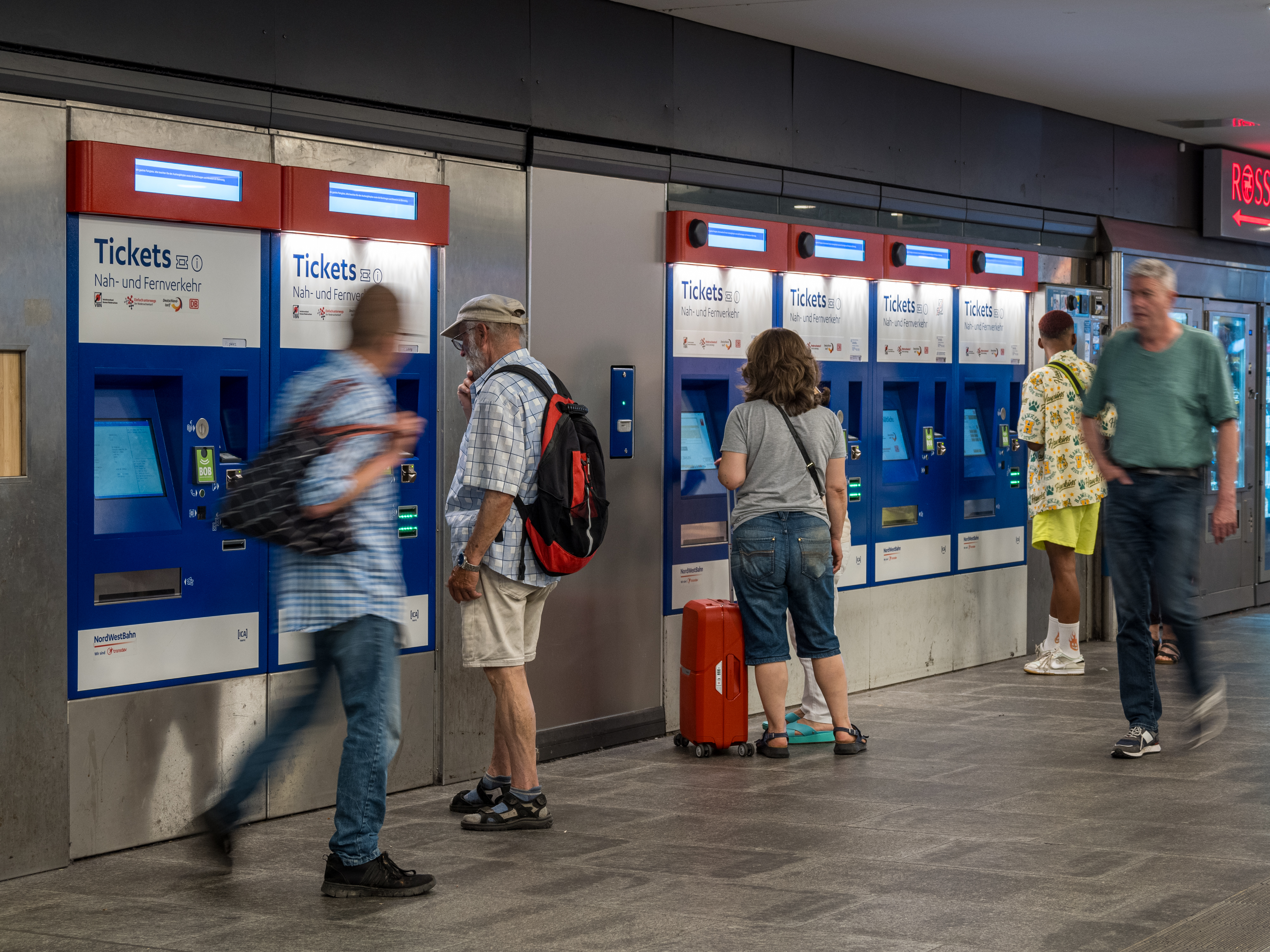
Ticketautomaten im Tunnel

Auf der Südseite der Gleise steht das Empfangsgebäude. Es wurde mehrfach umgebaut, ist aber im Prinzip erhalten geblieben.
Bis etwa 2000 führten drei Tunnel nebeneinander unter den Gleisen zu den Bahnsteigen: in der Mitte der Gepäcktunnel mit Aufzügen, rechts und links davon die Fahrgasttunnel mit je einer Treppe zu jedem Bahnsteig. Nachdem die Gepäckwagen an Reisezügen abgeschafft worden waren und mit ihnen die Gepäckaufgabe im Bahnhof, wurden die drei Tunnel zu einem großzügigen vereint. Gleichzeitig wurde der Nordausgang zur Bürgerweide geschaffen und mit einer großzügigen Vorhalle ausgestattet, die mit ihrer gewölbten Decke und Fassade Formen des alten Empfangsgebäudes am südlichen Tunnelende übernimmt. Neben dem Nordausgang wurde ein Fahrradparkhaus errichtet. Westlich des Empfangsgebäudes gibt es seit 2003 eine Fahrradstation.
Um 1900 wurde östlich der Bahnhofshalle ein besonderes Empfangsgebäude für den Auswandererverkehr nach Bremerhaven gebaut, das nach 2000 dem InterCityHotel gewichen ist. Von diesem Gebäude führte ein vierter Tunnel („Lloydtunnel“) zu den Bahnsteigen und dem nördlich der Gleise gelegenen, heute als Lloyd-Bahnhof unter Denkmalschutz stehendem Gebäude. Später wurde der Lloydtunnel als Fußgängertunnel der Gustav-Detjen-Allee genutzt und die Treppenaufgänge zugeschüttet. Seit dem Bau des Hotels ist der Lloydtunnel nicht mehr öffentlich zugänglich.
Im Zuge des Konjunkturprogramms 2009 wurden bis 2010 die Fahrgastinformationsanlagen am und im Hauptbahnhof erneuert, was auch Tastpläne für Sehbehinderte umfasst. Hinzu kamen Investitionen zur Sicherheit und dem allgemeinen Erscheinungsbild an Bahnsteigen und den Zugangsbereichen.

## Architektur
Die Bildhauerarbeiten der Fassade stammen von Diedrich Samuel Kropp und Carl Dopmeyer. Die Allegorien auf den Eckpfeilern sollen Industrie und Handel, in den Mauerbögen Eisenbahnverkehr und Schifffahrt symbolisieren.
Über dem Hauptportal sind drei Reliefs zu sehen.

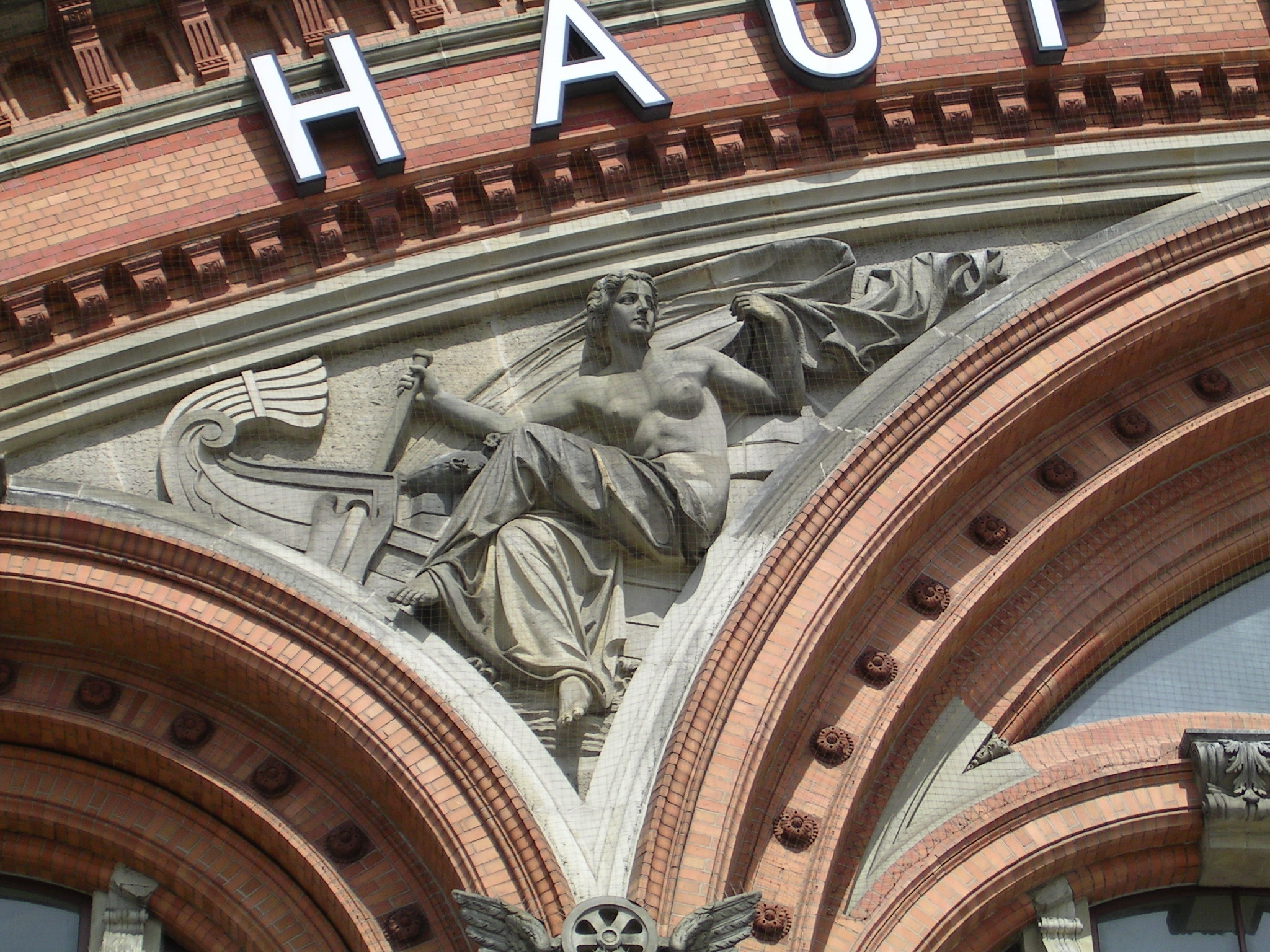
Links: Schifffahrt
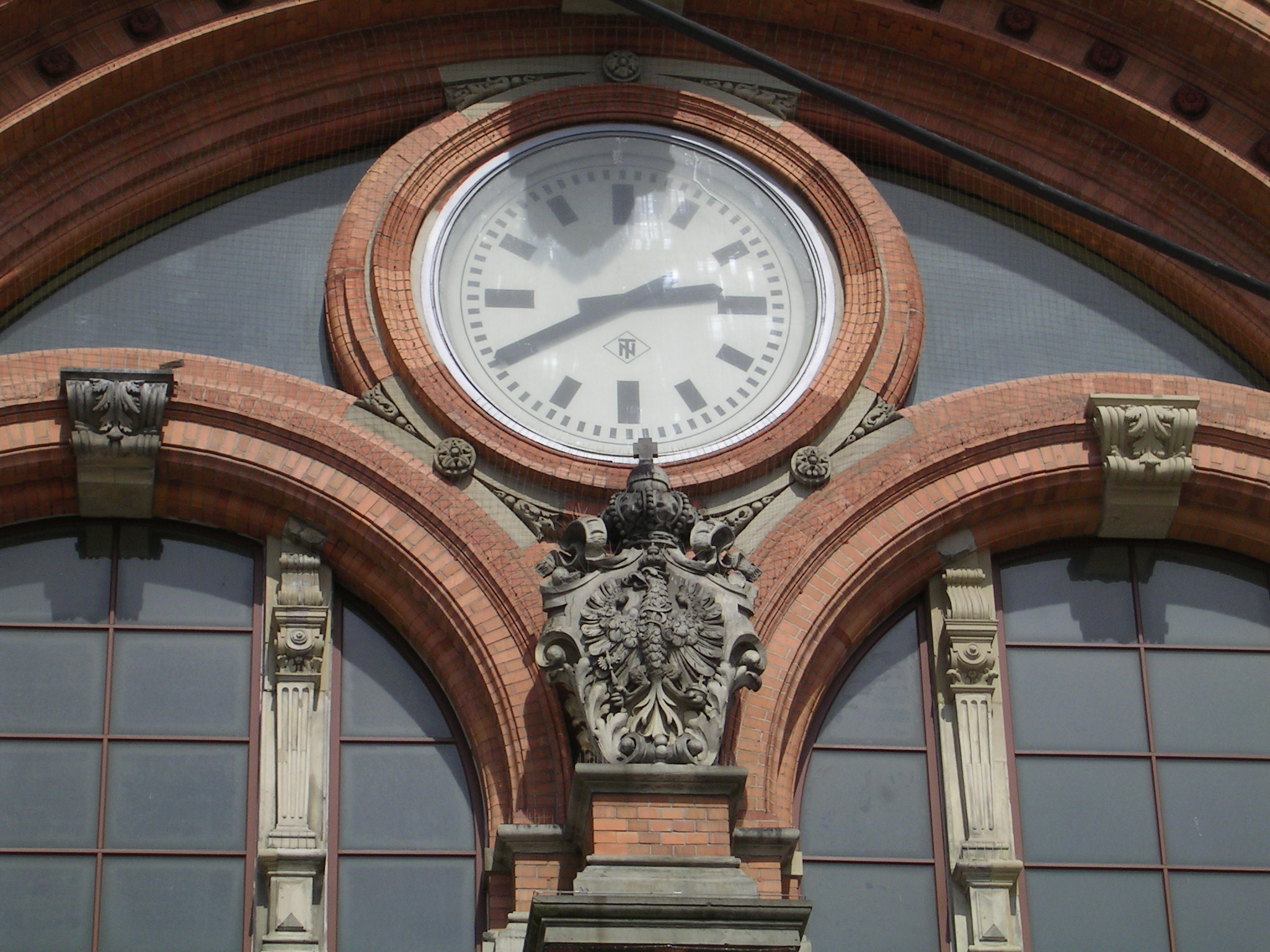
Mitte: Reichsadler
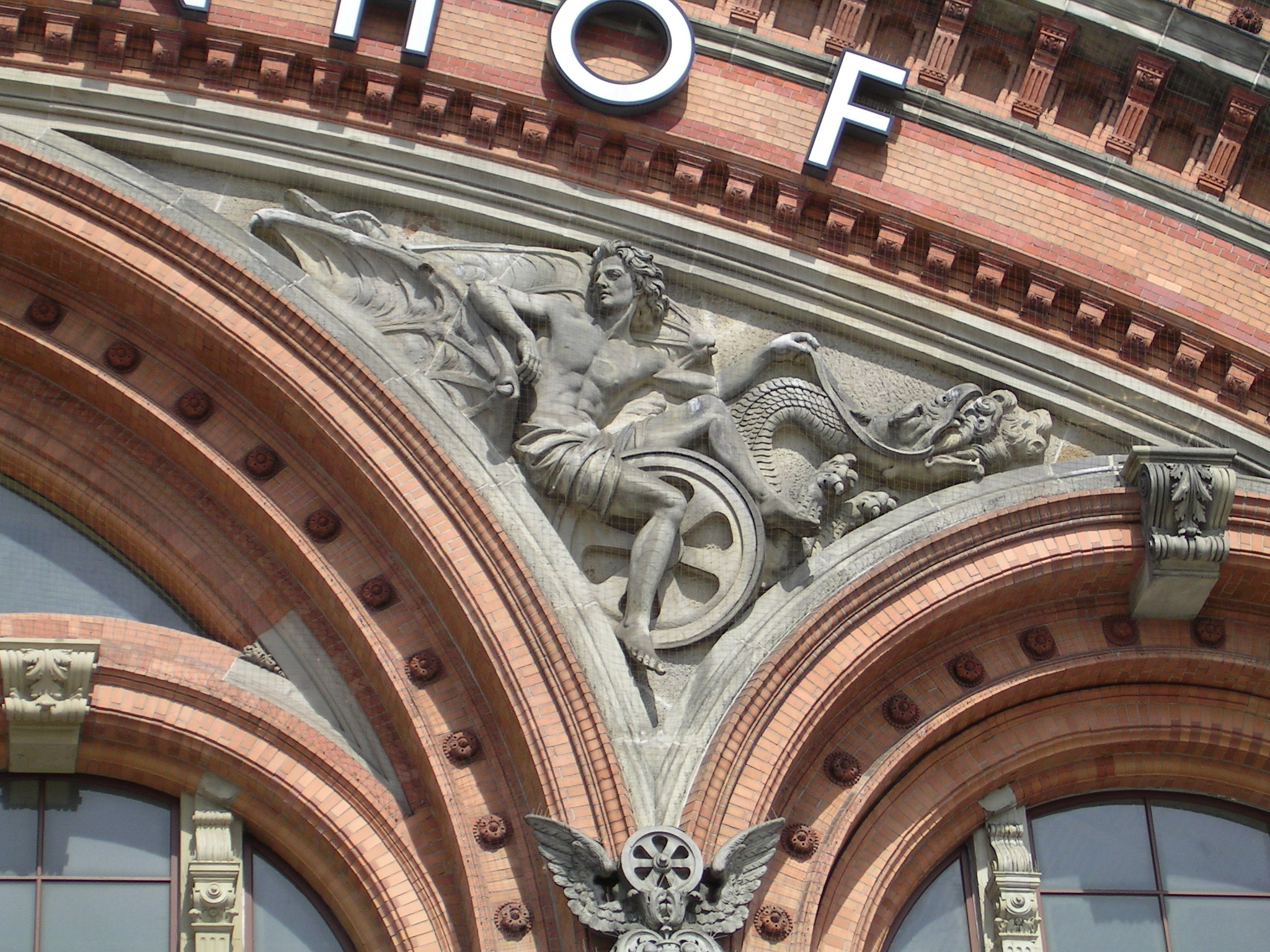
Rechts: Eisenbahn

Die beiden Türmchen tragen die Wappen der Städte Hamburg, Bremen, Hannover und Köln, die durch die Eisenbahn verbunden werden.

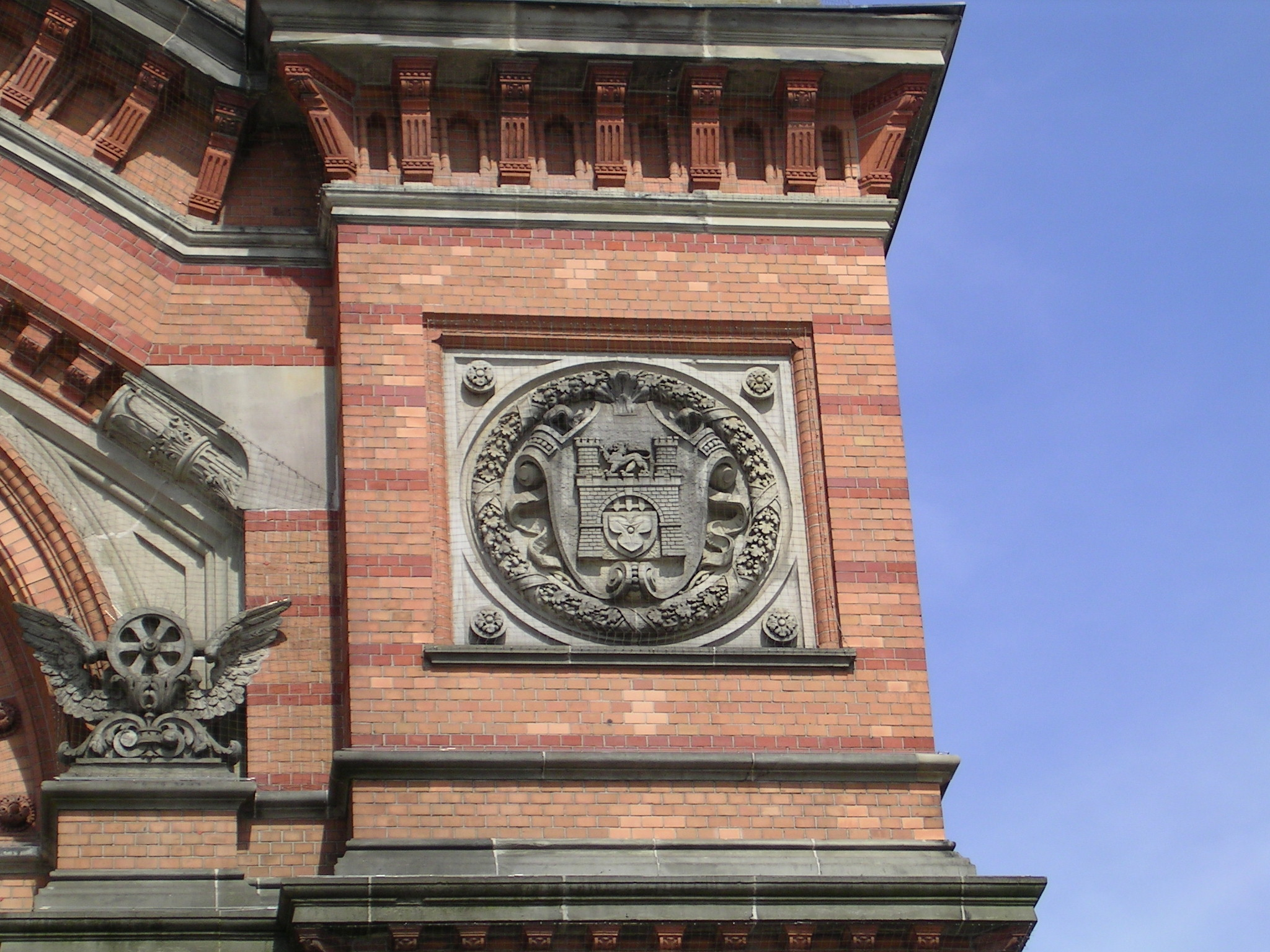
Wappen von Hannover
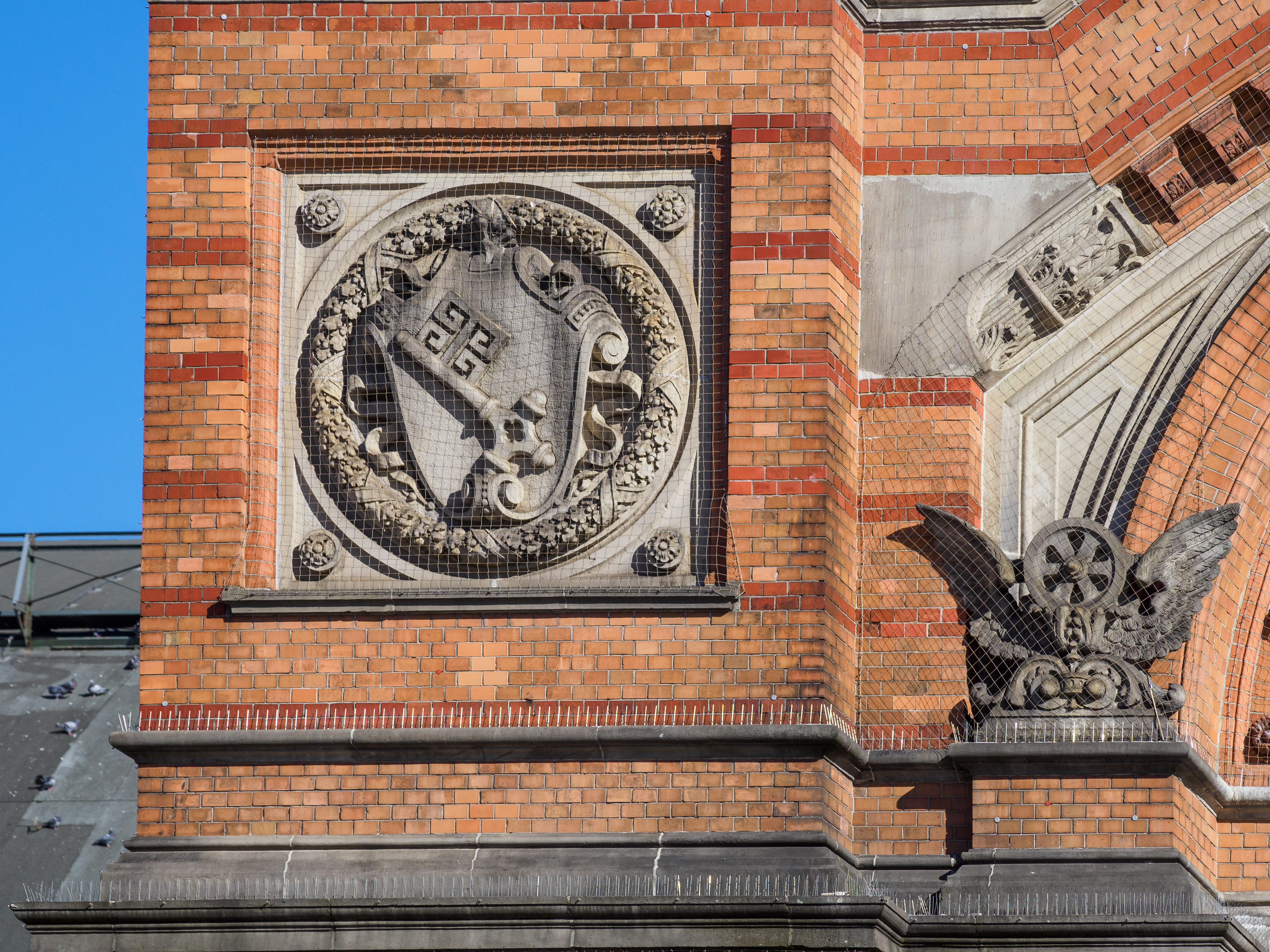
Wappen von Bremen (linke Ecke der Frontseite)
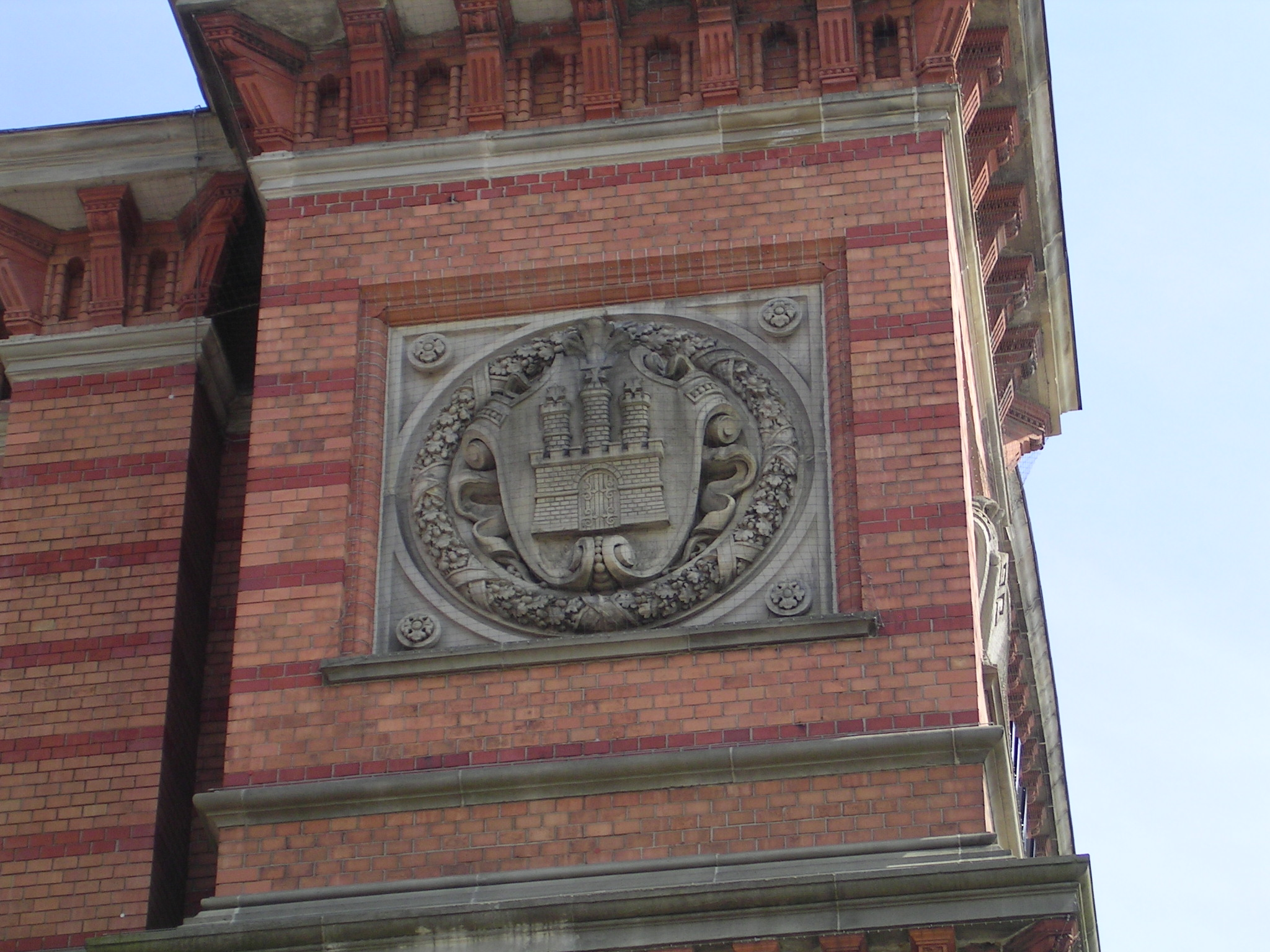
Wappen von Hamburg (rechte Ecke der Frontseite)
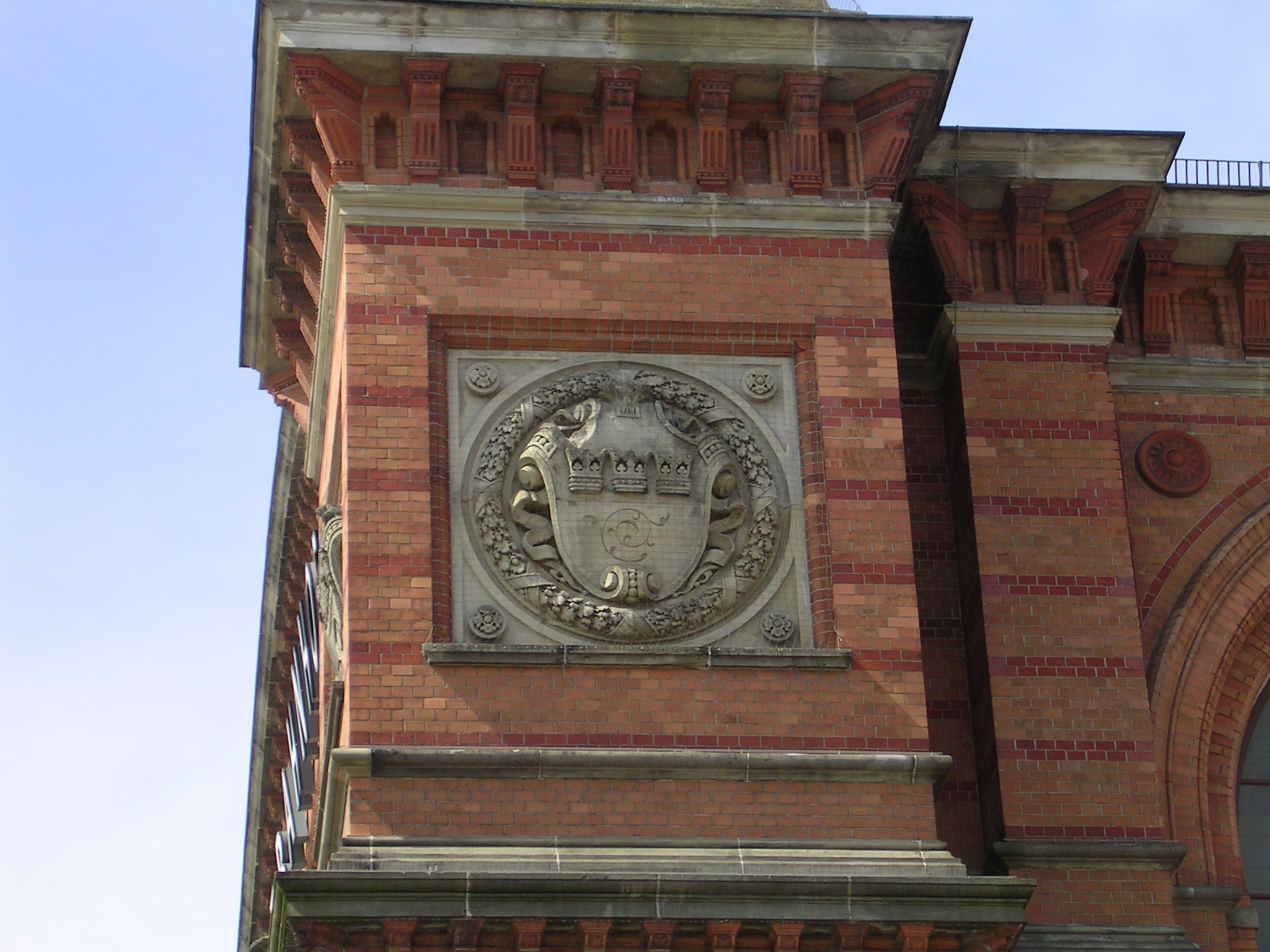
Wappen von Köln

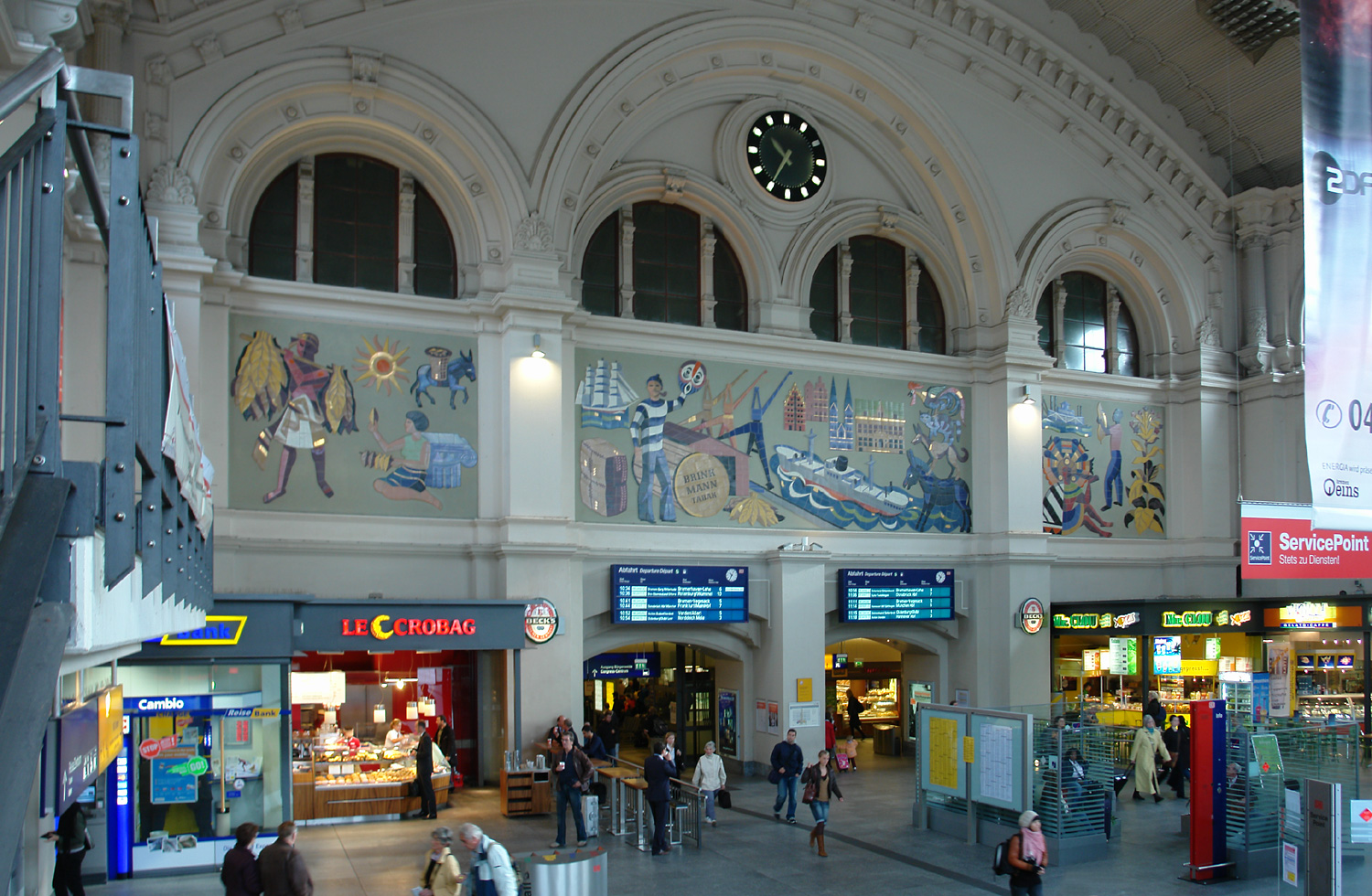
Wandmosaik aus den 1950er Jahren

Das Dach des Bahnhofs ist mit Kupfer gedeckt, wodurch es im Laufe der Zeit zunächst graue, später grüne Patina ansetzte. Nach einer Grundreinigung 1993 erschien es wieder in einem Grauton.
In der Empfangshalle über dem Tunneleingang ist ein Wandmosaik eingearbeitet, das 1957 als Werbefläche für die Bremer Zigarettenfabrik Martin Brinkmann AG angebracht wurde – eine Gegenleistung für die Finanzierung weiterer Renovierungen. Gefertigt durch die Steingutfabrik Grünstadt, war es seit den 1960er Jahren durch eine Werbung der Klöckner Stahlwerke Bremen verdeckt und wurde bei den Renovierungsarbeiten wieder freigelegt, so dass der Bahnhof mit bildlicher Kunst aus verschiedenen Epochen glänzt.

## Gedenktafel
1991 wurde am Hauptbahnhof an der Westseite eine Gedenktafel angebracht, die auf die Zeit des Nationalsozialismus Bezug nimmt. Sie befindet sich seit 2009 an der stadtseitigen Westfassade neben dem rechten Eingangsportal. Die Inschrift erinnert an den Überfall des Deutschen Reiches auf die Sowjetunion von 1941 und an die Deportation von 570 Juden aus Bremen und Umgebung nach Minsk am 18. November 1941. Die meisten der Deportierten wurden bei Massenexekutionen ermordet oder starben durch Hunger und Kälte im Ghetto Minsk; nur sechs der deportierten Juden überlebten.

## Verkehrsanbindung

### Zugverkehr

#### Fernverkehr
Bremen Hauptbahnhof ist durch mehrere Intercity-Express- und Intercity-Linien an das Fernverkehrsnetz der Deutschen Bahn angebunden. Die beiden Intercity-Express-Linien ICE 42 und ICE 43 verdichten sich zwischen Hamburg und Dortmund gemeinsam zu einem Stundentakt. Hinzu kommt seit Mai 2021 der Flixtrain von Flixmobility. Die Züge der IC-Linie 56 sind westlich von Bremen zum Nahverkehrstarif nutzbar.
| Linie  | Linienverlauf | Linienverlauf | Linienverlauf | Takt (min)       | EVU                |
| ------ | --- | --- | --- | ---------------- | ------------------ |
| ICE 10 | Berlin Ostbahnhof – Wolfsburg – Hannover – Bremen – Oldenburg | Berlin Ostbahnhof – Wolfsburg – Hannover – Bremen – Oldenburg | Berlin Ostbahnhof – Wolfsburg – Hannover – Bremen – Oldenburg | ein Zugpaar      | DB Fernverkehr     |
| ICE 19 | Berlin Ostbahnhof – Berlin – Berlin-Spandau – Hannover – Bremen | Berlin Ostbahnhof – Berlin – Berlin-Spandau – Hannover – Bremen | Berlin Ostbahnhof – Berlin – Berlin-Spandau – Hannover – Bremen | ein Zugpaar      | DB Fernverkehr     |
| ICE 22 | Frankfurt (Main) – Kassel-Wilhelmshöhe – Göttingen – Hannover – Bremen – Oldenburg | Frankfurt (Main) – Kassel-Wilhelmshöhe – Göttingen – Hannover – Bremen – Oldenburg | Frankfurt (Main) – Kassel-Wilhelmshöhe – Göttingen – Hannover – Bremen – Oldenburg | ein Zugpaar      | DB Fernverkehr     |
| ICE 25 | (Oldenburg –) Bremen – Hannover – Kassel-Wilhelmshöhe – Würzburg – Nürnberg – Ingolstadt – München | (Oldenburg –) Bremen – Hannover – Kassel-Wilhelmshöhe – Würzburg – Nürnberg – Ingolstadt – München | (Oldenburg –) Bremen – Hannover – Kassel-Wilhelmshöhe – Würzburg – Nürnberg – Ingolstadt – München | 120              | DB Fernverkehr     |
| ICE 39 | Hamburg-Altona – Hamburg – Bremen – Münster (Westf) – Köln (– Passau) | Hamburg-Altona – Hamburg – Bremen – Münster (Westf) – Köln (– Passau) | Hamburg-Altona – Hamburg – Bremen – Münster (Westf) – Köln (– Passau) | einzelne Züge    | DB Fernverkehr     |
| ICE 42 | Hamburg-Altona – Bremen – Osnabrück – Münster (Westf) – Dortmund – Essen – Duisburg – Düsseldorf – Köln – Frankfurt Flughafen – Mannheim – Stuttgart – Ulm – Augsburg – München                                       | Hamburg-Altona – Bremen – Osnabrück – Münster (Westf) – Dortmund – Essen – Duisburg – Düsseldorf – Köln – Frankfurt Flughafen – Mannheim – Stuttgart – Ulm – Augsburg – München                                       | Hamburg-Altona – Bremen – Osnabrück – Münster (Westf) – Dortmund – Essen – Duisburg – Düsseldorf – Köln – Frankfurt Flughafen – Mannheim – Stuttgart – Ulm – Augsburg – München                                       | 120              | DB Fernverkehr     |
| ICE 43 | (Ostseebad Binz – Rostock –) Hamburg – Bremen – Osnabrück – Münster – Dortmund – Wuppertal – Köln – Frankfurt Flughafen – Mannheim – Karlsruhe – Freiburg – Basel SBB                                                 | (Ostseebad Binz – Rostock –) Hamburg – Bremen – Osnabrück – Münster – Dortmund – Wuppertal – Köln – Frankfurt Flughafen – Mannheim – Karlsruhe – Freiburg – Basel SBB                                                 | (Ostseebad Binz – Rostock –) Hamburg – Bremen – Osnabrück – Münster – Dortmund – Wuppertal – Köln – Frankfurt Flughafen – Mannheim – Karlsruhe – Freiburg – Basel SBB                                                 | 120              | DB Fernverkehr     |
| IC 39  | Köln – Münster – Bremen – Hamburg – Hamburg Dammtor – Itzehoe – Niebüll – | Köln – Münster – Bremen – Hamburg – Hamburg Dammtor – Itzehoe – Niebüll – | Westerland (Sylt) | einzelne Züge    | DB Fernverkehr     |
| IC 39  | Köln – Münster – Bremen – Hamburg – Hamburg Dammtor – Itzehoe – Niebüll – | Köln – Münster – Bremen – Hamburg – Hamburg Dammtor – Itzehoe – Niebüll – | Dagebüll Mole | einzelne Züge    | DB Fernverkehr     |
| EC 7   | Hamburg-Altona – Hamburg – Bremen – Diepholz – Osnabrück – Münster (Westf) – Gelsenkirchen – Essen – Duisburg – Düsseldorf – Köln – Bonn – Koblenz – Mainz – Karlsruhe – Freiburg – Basel SBB – Bern – Interlaken Ost | Hamburg-Altona – Hamburg – Bremen – Diepholz – Osnabrück – Münster (Westf) – Gelsenkirchen – Essen – Duisburg – Düsseldorf – Köln – Bonn – Koblenz – Mainz – Karlsruhe – Freiburg – Basel SBB – Bern – Interlaken Ost | Hamburg-Altona – Hamburg – Bremen – Diepholz – Osnabrück – Münster (Westf) – Gelsenkirchen – Essen – Duisburg – Düsseldorf – Köln – Bonn – Koblenz – Mainz – Karlsruhe – Freiburg – Basel SBB – Bern – Interlaken Ost |                  |                    |
| EC 43  | Hamburg-Altona – Hamburg – Bremen – Osnabrück – Münster (Westf) – Dortmund – Düsseldorf – Köln – Karlsruhe – Freiburg – Basel SBB – Zürich HB / Interlaken Ost                                                        | Hamburg-Altona – Hamburg – Bremen – Osnabrück – Münster (Westf) – Dortmund – Düsseldorf – Köln – Karlsruhe – Freiburg – Basel SBB – Zürich HB / Interlaken Ost                                                        | Hamburg-Altona – Hamburg – Bremen – Osnabrück – Münster (Westf) – Dortmund – Düsseldorf – Köln – Karlsruhe – Freiburg – Basel SBB – Zürich HB / Interlaken Ost                                                        | ein Zugpaar      | DB Fernverkehr/SBB |
| IC 56  | Norddeich Mole – | Emden – Leer – Oldenburg – Bremen – Hannover – Braunschweig – Magdeburg – | Halle – Leipzig (– Dresden) | 120              | DB Fernverkehr     |
| IC 56  | Emden Außenhafen – | Emden – Leer – Oldenburg – Bremen – Hannover – Braunschweig – Magdeburg – | Potsdam – Berlin – Cottbus | 120              | DB Fernverkehr     |
| FLX 20 | Hamburg – Hamburg-Harburg – Bremen – Osnabrück – Münster (Westf) – Gelsenkirchen – Essen – Duisburg – Düsseldorf – Köln                                                                                               | Hamburg – Hamburg-Harburg – Bremen – Osnabrück – Münster (Westf) – Gelsenkirchen – Essen – Duisburg – Düsseldorf – Köln                                                                                               | Hamburg – Hamburg-Harburg – Bremen – Osnabrück – Münster (Westf) – Gelsenkirchen – Essen – Duisburg – Düsseldorf – Köln                                                                                               | 2–3 Zugpaare/Tag | Flixmobility       |

#### Regional- und Regio-S-Bahn-Verkehr
| Linie                    | Linienverlauf | Takt                                                                                  | Betreiber                          | Fahrzeuge im Regelbetrieb           |
| ------------------------ | --- | ------------------------------------------------------------------------------------- | ---------------------------------- | ----------------------------------- |
| RE 1                     | Norddeich Mole – Norddeich – Norden – Marienhafe – Emden Hbf – Leer (Ostfriesland) – Augustfehn – Westerstede-Ocholt – Bad Zwischenahn – Oldenburg (Oldb) Hbf – Hude – Delmenhorst – Bremen Hbf – Bremen-Mahndorf – Achim – Verden (Aller) – Dörverden – Eystrup – Nienburg/Weser – Neustadt a Rübenberge – Wunstorf – Hannover Hbf Stand: Fahrplanwechsel Dezember 2024                                                                    | 120 min                                                                               | DB Regio Nord                      | Baureihe 146.1 + 7 Doppelstockwagen |
| RE4                      | Hamburg Hauptbahnhof – Hamburg-Harburg – Buchholz – Tostedt – Rotenburg – Bremen | 60 min                                                                                | metronom                           | Baureihe 146.1 + 7 Doppelstockwagen |
| RE 8                     | Bremerhaven-Lehe – Bremerhaven Hbf – Osterholz-Scharmbeck – Bremen Hbf – Bremen-Mahndorf – Achim – Verden (Aller) – Dörverden – Eystrup – Nienburg/Weser – Neustadt a Rübenberge – Wunstorf – Hannover Hbf Stand: Fahrplanwechsel Dezember 2024 | 120 min                                                                               | DB Regio Nord                      | Baureihe 146.1 + 6 Doppelstockwagen |
| RE 9                     | Bremerhaven-Lehe – Bremerhaven Hbf – Osterholz-Scharmbeck – Bremen Hbf – Kirchweyhe – Syke – Bassum – Twistringen – Barnstorf – Diepholz – Lemförde – Bohmte – Osnabrück Hbf Stand: Fahrplanwechsel Dezember 2024 | 120 min 60 min (Bremen–Osnabrück)                                                     | DB Regio Nord                      | Baureihe 146.1 + 5 Doppelstockwagen |
| RB 37                    | Bremen – Langwedel – Soltau – Munster (Örtze) – Uelzen | 120 min                                                                               | Regionalverkehre Start Deutschland | Baureihe 648                        |
| RB 41                    | Bremen – Rotenburg (Wümme) – Tostedt – Buchholz (Nordheide) – Hamburg | 60 min                                                                                | metronom                           | Baureihe 146.2 + 6 Doppelstockwagen |
| RB 58                    | Bremen Hbf – Bremen-Neustadt – Delmenhorst – Ganderkesee – Brettorf – Wildeshausen – Rechterfeld – Goldenstedt (Oldb) – Lutten – Vechta – Lohne (Oldb) – Mühlen (Oldb) – Steinfeld (Oldb) – Holdorf (Oldb) – Neuenkirchen (Oldb) – Rieste – Hesepe – Bramsche – Achmer – Halen – Osnabrück Altstadt – Osnabrück Hbf Stand: Fahrplanwechsel Dezember 2023                                                                                    | 60 min                                                                                | NordWestBahn                       | Baureihe 648                        |
| RS 1                     | Bremen-Farge – Bremen Turnerstraße – Bremen Kreinsloger – Bremen Mühlenstraße – Bremen-Blumenthal – Bremen Klinikum Nord/Beckedorf – Bremen-Aumund – Bremen-Vegesack – Bremen-Schönebeck – Bremen-St. Magnus – Bremen-Lesum – Bremen-Burg – Bremen-Oslebshausen – Bremen-Walle – Bremen Hbf – Bremen-Sebaldsbrück – Bremen-Mahndorf – Achim – Baden (Kr Verden) – Etelsen – Langwedel – Verden (Aller) Stand: Fahrplanwechsel Dezember 2023 | 30 min 15 min (Vegesack–Bremen Hbf werktags) 60 min (Bremen Hbf–Verden am Wochenende) | NordWestBahn                       | Alstom Coradia Continental          |
| RS 2                     | Bremerhaven-Lehe – Bremerhaven Hbf – Bremerhaven-Wulsdorf – Loxstedt – Lunestedt – Stubben – Lübberstedt – Oldenbüttel – Osterholz-Scharmbeck – Ritterhude – Bremen-Burg – Bremen Hbf – Bremen-Hemelingen – Dreye – Kirchweyhe – Barrien – Syke – Bramstedt (b Syke) – Bassum – Twistringen Stand: Fahrplanwechsel Dezember 2023 | 60 min 30 min (Bremen Hbf–Bremerhaven-Lehe in der HVZ-Lastrichtung)                   | NordWestBahn                       | Alstom Coradia Continental          |
| RS 3                     | Bremen Hbf – Bremen-Neustadt – Heidkrug – Delmenhorst – Hoykenkamp – Schierbrok – Bookholzberg – Hude – Wüsting – Oldenburg (Oldb) Hbf (– Oldenburg-Wechloy – Bad Zwischenahn) (einzelne Züge in Tagesrandlage) Stand: Fahrplanwechsel Dezember 2023 | 60 min                                                                                | NordWestBahn                       | Alstom Coradia Continental          |
| RS 30                    | Bremen Hbf – Delmenhorst – Hude – Oldenburg (Oldb) Hbf – Oldenburg-Wechloy – Bad Zwischenahn Stand: Fahrplanwechsel Dezember 2023 | 60 min                                                                                | NordWestBahn                       | Alstom Coradia Continental          |
| RS 4                     | Bremen Hbf – Bremen-Neustadt – Heidkrug – Delmenhorst – Hoykenkamp – Schierbrok – Bookholzberg – Hude – Berne – Elsfleth – Kirchhammelwarden – Brake (Unterweser) – Rodenkirchen (Oldb) – Kleinensiel – Nordenham Stand: Fahrplanwechsel Dezember 2023 | 60 min                                                                                | NordWestBahn                       | Alstom Coradia Continental          |
| Stand: 11. Dezember 2022 | |                                                                                       |                                    |                                     |

### Straßenverkehr

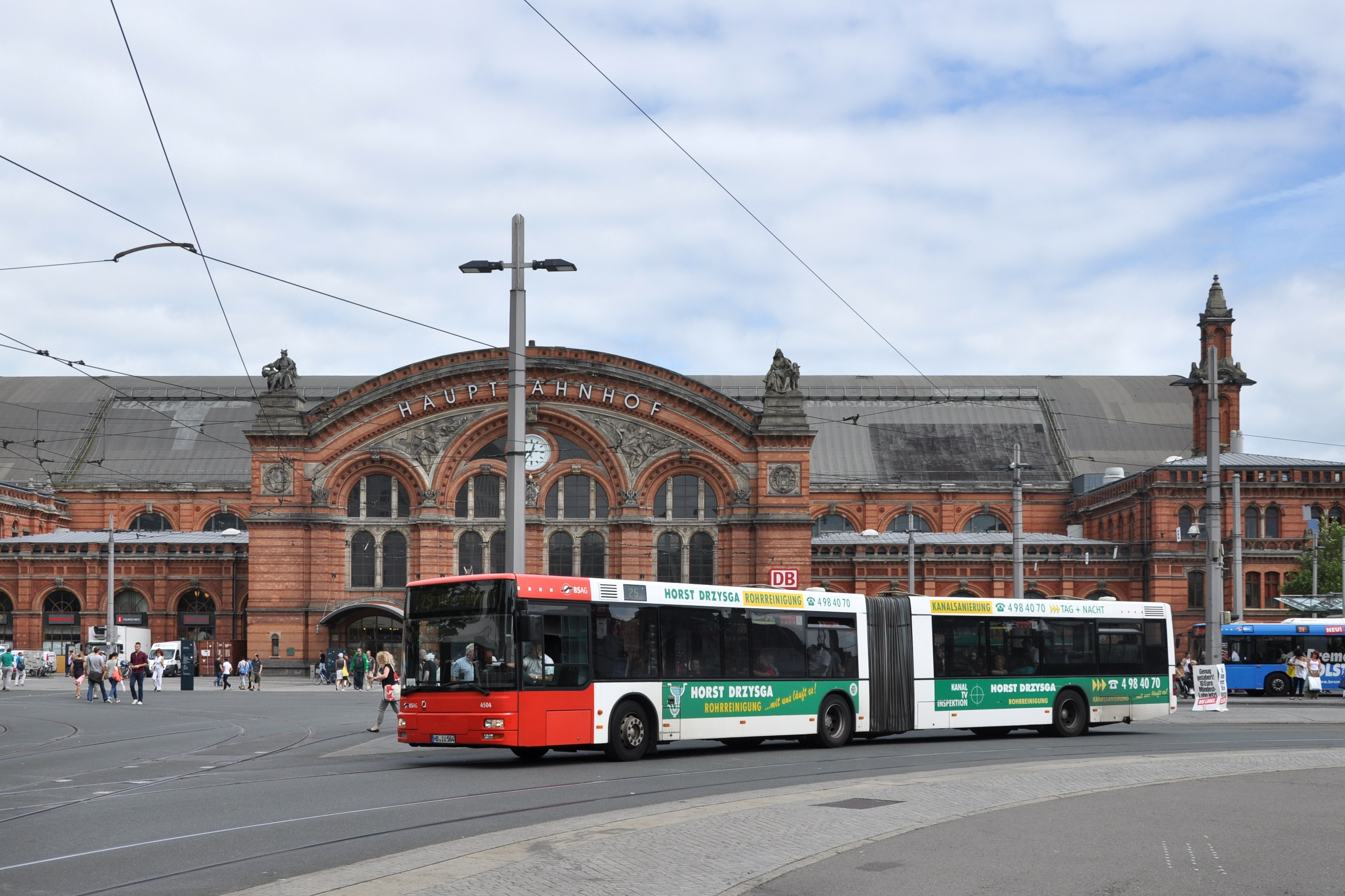
Ein Stadtbus verlässt den Busbahnhof am Bahnhofsvorplatz

#### Taxi
Auf dem Bahnhofsplatz befinden sich beiderseits des Haupteingangs des Empfangsgebäudes als Wendeschleifen angelegte Taxistände. Der westliche Taxistand verfügt zusätzlich über eine geringe Anzahl von PKW-Parkplätzen. Auch am Nordausgang in Richtung Bürgerweise stehen einige Taxis bereit.

#### Regionalbusse
Südlich des östlichen Taxistands befindet sich die Haltestelle für regionale Buslinien des Verkehrsverbundes Bremen/Niedersachsen (VBN). Diese ist in Form einer langgezogenen Wendeschleife angelegt und ermöglicht den Umstieg in den regionalen Busverkehr.

#### Straßenbahn & Stadtbusse
An die Regionalbushaltestelle schließt sich ein sechsgleisiger Straßenbahnhof der Bremer Straßenbahn AG (BSAG) an. Dieser dient gleichzeitig als Busbahnhof für die Stadtbuslinien der BSAG und gewährleistet eine zentrale Verknüpfung des Nahverkehrs an den Bremer Hauptbahnhof.

#### Fernbusse
Früher hielten Fernbusse zwischen 1952 und 1999 im damaligen Zentralen Omnibusbahnhof (ZOB) zwischen Bahnhof und Überseemuseum. Heute ist dieses Areal als Platz mit einer großen Grünfläche gestaltet. Die Fernbusse hielten bis zur Fertigstellung des neuen Fernbusterminals etwa 200 Meter vom Bahnhof entfernt im Breitenweg. Der im Jahr 2024 eingeweihte Zentrale Omnibus-Bahnhof (ZOB) verfügt über elf nebeneinander angeordnete Haltebuchten auf einer Fläche von ca. 4.500 m².
Im angrenzenden Büro- und Geschäftshaus des ZOB finden die Fahrgäste Serviceeinrichtungen wie Verkaufsflächen, einen Wartebereich mit Steckdosen, WLAN und Toiletten vor.

#### Parken

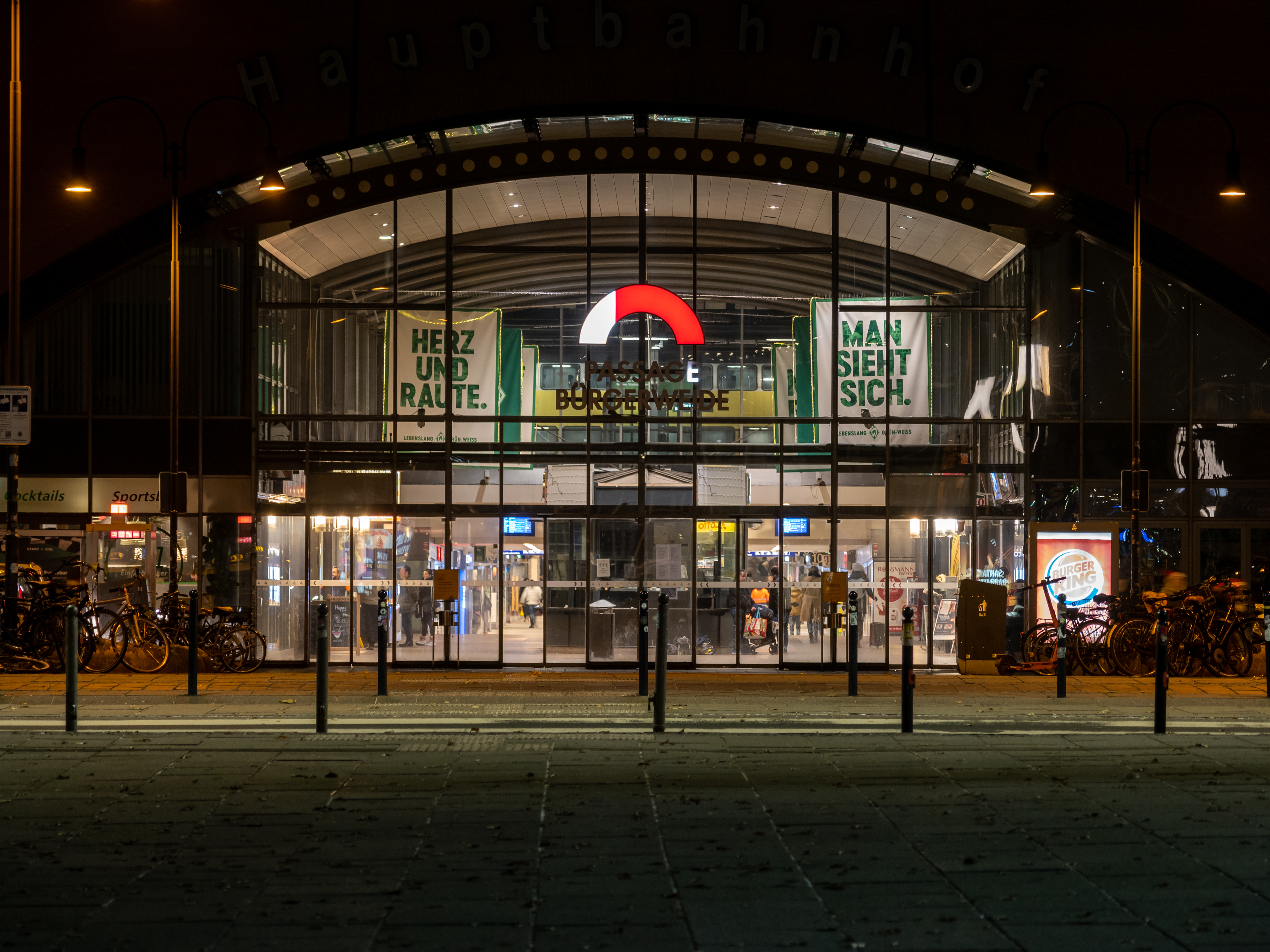
Nordausgang/Passage Bürgerweide

Als Hauptzufahrt für private PKW dient heute der knapp bemessene Platz vor dem Nordausgang. Auch dort warten einige Taxis. Neben dem Nordausgang wurde ein Parkhaus mit Mantelbau für Büros der Bahn und der Polizei errichtet sowie ein Fahrradparkhaus. Gegenüber der Zufahrtsstraße befindet sich ein großes kostenpflichtiges Parkareal auf der Bürgerweide.
Die 2003 eröffnete Radstation mit kontrolliertem Ein- und Ausparken, Service, Fahrradverleih und Touristenberatung steht jedoch westlich neben dem Empfangsgebäude am Bahnhofsplatz.

## Sonstiges
2016 urteilten Sicherheitsexperten, dass Bremen, neben Hamburg und Nürnberg, hinsichtlich Terrorgefahr zu den drei „am meisten gefährdeten Hauptbahnhöfe[n] in Deutschland“ gehöre. Der Ausbau der Videoüberwachung wurde bereits 2013 beschlossen, als Reaktion auf einen Sprengsatzfund am Bonner Hauptbahnhof 2012.